# Terminator: The Sarah Connor Chronicles
Terminator: The Sarah Connor Chronicles is een Amerikaanse televisieserie die haar première beleefde op 13 januari 2008, op het netwerk FOX. Het is een voortzetting van de Terminator-films. De serie werd geproduceerd door Warner Bros. Television en C2-Pictures en volgt het leven van Sarah Connor en haar zoon John Connor na de gebeurtenissen in Terminator 2: Judgment Day.

## Verhaal
De serie gaat verder waar de film Terminator 2: Judgment Day ophield. In de film waren Sarah en John samen met een geherprogrammeerde Terminator erin geslaagd om de T-1000 te vernietigen, die uit de toekomst door Skynet was gestuurd om John te vermoorden. De geherprogrammeerde Terminator pleegde vervolgens zelfmoord om te voorkomen dat zijn chip in de toekomst gebruikt zou worden om Skynet te bouwen. Sarah en John dachten daarmee dat Judgement Day voorkomen was, maar het tegendeel blijkt waar te zijn. Er blijven vanuit de toekomst nog steeds een groot aantal gevaarlijke terminators komen, die John willen vermoorden. Geconfronteerd met deze realiteit, moeten Sarah en John proberen te overleven als voortvluchtigen in een ingewikkelde en gevaarlijke wereld.
De pilotaflevering speelt zich af in het jaar 1999 en introduceert Sarah, haar zoon John, en Cameron, een nieuwe Terminator die John moet beschermen. Ze worden achtervolgd door een andere Terminator (Cromartie), alsmede een FBI-agent genaamd James Ellison, die denkt dat Sarah een voortvluchtige crimineel is. Wetend dat Sarah in 2005 zal sterven aan leukemie, neemt Cameron door middel van een tijdmachine Sarah en John mee naar het jaar 2007 zodat Sarah na 2005 nog in leven is en verder kan helpen met de strijd tegen Skynet. Vanuit dit jaar zet het drietal hun strijd tegen Skynet voort.

## Connecties met de films
Josh Friedman vertelde op 22 juni 2007 dat de serie zich afspeelt in een andere realiteit dan Terminator 3: Rise of the Machines. De gebeurtenissen uit die film hebben derhalve geen invloed op de verhaallijn uit de serie.

## Rolverdeling
| Personage               | Acteur                          | Biografie |
| ----------------------- | ------------------------------- | --- |
| Sarah Connor            | Lena Heady                      | Sarah is de moeder van John Connor, een jongeman die later het verzet zal leiden tegen Skynet. Om deze reden heeft Skynet vanuit de toekomst meerdere terminators gestuurd om haar en John te vermoorden. Sarah weet uiteindelijk te ontsnappen, maar leeft nu wel als voortvluchtige. Ze is haar leven niet zeker. |
| John Connor             | Thomas Dekker                   | John is de zoon van Sarah Connor. Hij woonde ooit als een rebellerende jongen bij pleegouders. Nadat T-1000, een Terminator, de opdracht krijgt hem te vermoorden, verandert dit zijn leven. Hoewel ze ontsnappen en hij wordt herenigd met zijn moeder, leven ze wel sindsdien allebei als voortvluchtigen.        |
| Cameron Phillips        | Summer Glau                     | Een Terminator van een onbekend model, vanuit de toekomst gestuurd om John te beschermen. |
| James Ellison           | Richard T. Jones                | Een FBI-agent die een aantal zaken onderzoekt van de voortvluchtige Sarah Connor. |
| Derek Reese             | Brian Austin Green              | Een soldaat in het verzet uit de toekomst die teruggestuurd is door John Connor om Sarah Connor en de jonge John te helpen. Hij is de oudere broer van Kyle Reese en dus Johns oom. |
| Cromartie               | Owain Yeoman / Garret Dillahunt | Een vijandige Terminator van het model T-888, vanuit de toekomst gestuurd om John te doden. Tijdens de serie verwisselt hij van identiteit. |
| Catherine Weaver/T-1001 | Shirley Manson                  | Hoofd van de Zeira Corporation (ZeiraCorp), een technologiebedrijf. |
| Savannah Weaver         | Mackenzie Brooke Smith          | Het dochtertje van de echte Catherine Weaver. |
| John Henry              | Garret Dillahunt                | Een experimentele kunstmatige intelligentie gebouwd en ontwikkeld door de Zeira Corporation. |
| Riley Dawson            | Leven Rambin                    | Een meisje waar John Connor mee bevriend raakt. |
| Charley Dixon           | Dean Winters                    | Voormalige verloofde van Sarah Connor. |
| Jesse Flores            | Stephany Jacobsen               | Verzetsstrijder uit de toekomst die een relatie heeft met Derek Reese. |

## Productie
- In november 2005 kondigde het tijdschrift Variety aan dat de televisieserie in de toekomst uitgezonden zal worden.
- Op 20 juni 2007 vertelde Josh Friedman dat Sarah en John ook andere gevaren en bedreigingen zullen moeten bestrijden dan alleen Terminators.[1]
- Op 23 juli 2007 vertelde de BBC, die de pilotaflevering al had gezien, dat in de eerste aflevering een Terminator verkleed was als leraar en deze John aanviel op school. Als gevolg van de schietpartij op Virginia Tech zijn delen van de scène geknipt.[2]
- Op 17 april 2007 onthulde TV Squad een script van de serie. In het script blijkt dat reizen door de tijd een groot thema zal zijn.
- Op 17 mei 2009 heeft Fox aangegeven niet door te gaan met de serie voor een derde seizoen.
- Vanaf 13 augustus 2009 zendt Veronica TV de serie in Nederland uit. Op 22 oktober zijn de laatste afleveringen uitgezonden. Het tweede seizoen is niet helemaal uitgezonden.